# Tough mudder
Tough Mudder — це спортивна подія на витривалість, у якій учасники проходять 16-19 кілометрову дистанцію з перешкодами військового типу. Створена двома випускниками Гарвардської школи бізнесу, вона випробовує учасників як психологічно, так і фізично. Перешкоди часто грають на людських фобіях, таких, як страх вогню, води, електрики чи висоти. Головний принцип Tough Mudder — це робота у команді, саме тому багато перешкод спроєктовані так, щоб заохотити учасників до співпраці. Кожен абітурієнт повинен допомагати своїм товаришам, пропускаючи їх вперед чи підставляючи своє плече. У середньому лише 78 % відчайдухів фінішують.
Перший раз Tough Mudder була проведена у США у 2010 році. На сьогодні, більш ніж 1,3 мільйона осіб у всьому світі взяли участь у цій події.

## Історія
Tough Mudder була заснована британцями Вілом Діном і Гаєм Лівінгстоном у 2010 році. Дін розвинув ідею для компанії ще під час навчання у Гарвардській школі бізнесу, де концепт був півфіналістом у щорічному шкільному змаганні бізнес-планів. Дін і Лівінгстон вперше провели подію Tough Mudder 2 травня 2010 року у гірськолижному курорті Bear Creek поруч Аллентаун, штат Пенсільванія. Подія привабила 4500 учасників лише за допомогою реклами у соціальній мережі Facebook.
У 2010 році були проведені ще дві події у Північній Каліфорнії та Нью-Джерсі. Наступного року, 14 подій були проведені по всіх Сполучених Штатах Америки. У 2012 році 35 подій відбулися у 4 країнах світу.
2 травня 2013 року компанія Tough Mudder оголосила, що вона досягла відмітки у 1 мільйон реєстрацій з часу її заснування у 2010 році. Компанія мала більш ніж 700 000 учасників у 2013 році, провівши події у США, Канаді, Великій Британії, Австралії та Німеччині.

## Дистанція
Зазвичай дистанція у Tough Mudder є завдовжки 16—19 кілометрів і складається з 20—25 перешкод. У дизайні дистанцій беруться до уваги особливості території на якій вони проводяться. Так, минулі події включали дистанції з фермами, кросовими трасами і гірськолижними курортами.
Список перешкод також різний поміж різними дистанціями, однак кілька перешкод є практично у кожній події Tough Mudder, включаючи:
- Arctic Enema [арктична клізма] — учасники стрибають у контейнер, заповнений льодяною водою, пірнають під планку, що перешкоджає їм шлях, і випірнають з іншого боку контейнера.
- Electroshock Therapy [шокова терапія] — учасники пробираються крізь болотяне поле, над яким звисають оголені дроти під напругою
- Everest [еверест] — учасники забігають на пандус, весь у болоті

Менш відомі перешкоди:
- Berlin Wall [Берлінська стіна] — стіна, заввишки 2-3 метри, яку учасники повинні перелізти
- Boa Constrictor [Удав] — система труб, розташованих в болоті, через які пролазять учасники
- Walk the Plank — стрибок з великої висоти у холодну воду

## Безпека
20 квітня 2013 року 28-річний Авішек Сенгупта, учасник Tough Mudder, що проводилася у Джерардставн, Західній Вірджинії, помер, проходячи перешкоду «Walk the plank». Очевидці повідомили шерифу округу Берклі, який розслідував справу, що Авішек був занурений у воду приблизно 5-10 хвилин. Слідчі дійшли висновку, що смерть була результатом нещасного випадку і кримінальної справи порушено не було. Це була перша смерть в історії Tough Mudder.
Заяви, опубліковані компанією Tough Mudder після інциденту, містили повідомляли наскільки безпека учасників є важливою у Tough Mudder. Також Віл Дін, генеральний директор компанії, сказав, що події Tough Mudder є приблизно у 20 раз безпечнішими за тріатлон.

## Благодійність
Tough Mudder підтримує благодійність на кожній з територій, де вона проводиться, зокрема, заохочує учасників збирати кошти на підтримку ветеранів.
Інші благодійні проєкти, у яких задіяна компанія:
- Wounded Warrior Project[en]
- Wounded Warriors Canada
- Help for Heroes[en]
- Legacy[en]